# Ibreszi járás
Az Ibreszi járás (oroszul Ибресинский район, csuvas nyelven Йĕпреç районĕ) Oroszország egyik járása Csuvasföldön. Székhelye Ibreszi.

## Népesség
- 1989-ben 28 471 lakosa volt.
- 2002-ben 28 377 lakosa volt, melynek 83%-a csuvas.
- 2010-ben 26 192 lakosa volt.